# Pirovište
 Pirovište  falu Horvátországban, Tengermellék-Hegyvidék megyében. Közigazgatásilag Fužinéhez tartozik.

## Fekvése
Fiume központjától 23 km-re, községközpontjától  2 km-re délkeletre fekszik.

## Története
A településnek 1857-ben 127, 1910-ben 166 lakosa volt. 1920-ig Modrus-Fiume vármegye Delnicei járásához tartozott. 2001-ben a falunak 44 lakosa volt.

## Lakosság
| Lakosság változása | Lakosság változása | Lakosság változása | Lakosság változása | Lakosság változása | Lakosság változása | Lakosság változása | Lakosság változása | Lakosság változása | Lakosság változása | Lakosság változása | Lakosság változása | Lakosság változása | Lakosság változása | Lakosság változása | Lakosság változása |
| ------------------ | ------------------ | ------------------ | ------------------ | ------------------ | ------------------ | ------------------ | ------------------ | ------------------ | ------------------ | ------------------ | ------------------ | ------------------ | ------------------ | ------------------ | ------------------ |
| 1857               | 1869               | 1880               | 1890               | 1900               | 1910               | 1921               | 1931               | 1948               | 1953               | 1961               | 1971               | 1981               | 1991               | 2001               | 2011               |
| 127                | 160                | 139                | 141                | 176                | 166                | 149                | 131                | 115                | 119                | 115                | 95                 | 81                 | 62                 | 44                 | 0                  |